# 卡尔·菲勒
卡尔·菲勒（Karl Fiehler，1895年8月31日—1969年12月8日）是一位德国纳粹党官员。他在1920年就已加入纳粹党。1933年，他升任纳粹党全國領導，亦成为帝國議會议员。1933年3月，他被任命为慕尼黑市长，在这个职位上一直工作至第二次世界大战欧洲战事结束。担任市长期间，菲勒积极执行反犹政策，迫害市内的犹太人口。
1945年4月30日下午早些时候，第一批美军士兵接近慕尼黑中央广场玛利亚广场。市政厅投降后，纳粹党在慕尼黑的统治告终。菲勒在慕尼黑被美军占领前早就逃跑了。1949年1月，菲勒被判处2年劳改，但由于他之前已经被拘押三年半，该判決没有执行。